# Antoine Arnauld (1616-1698)
Pour les articles homonymes, voir Antoine Arnauld, Arnauld et Famille Arnauld.
Antoine Arnauld, dit l'abbé Arnauld (1616-1698), est un mémorialiste français appartenant à la famille Arnauld, laquelle s'illustra par plusieurs figures marquantes du jansénisme.

## Biographie
Fils aîné de Robert Arnauld d'Andilly, Antoine Arnauld naquit en 1616. Il eut d'abord pour précepteur Martin de Barcos, neveu de l'abbé Saint-Cyran ; il fut ensuite envoyé au collège de Lisieux pour y finir ses études. À juger de lui par sa conduite et par ses Mémoires, c'était un homme d'un caractère doux et facile qui ne manquait pas de mérite ; cependant il ne put se concilier l'affection de son père, qui, fondant de grandes espérances sur un autre de ses fils, avait résolu de sacrifier à celui-ci le reste de sa famille. Cette injustice ne mit point la division entre les deux frères ; Antoine Arnauld témoigna toujours à son frère Simon, depuis marquis de Pomponne, le même attachement ; mais il ne put d'abord se résoudre à prendre l'habit ecclésiastique : il débuta dans la carrière des armes contre le gré de son père, qui ne fit rien pour son avancement.
Pendant ses campagnes, il fit preuve de courage et de sang-froid ; néanmoins on peut lire dans ses Mémoires que la chance ne fut pas de son côté. En 1643, voulant servir sous les ordres de l'un de ses oncles, il sollicita un brevet d'aide de camp ; il croyait avoir mérité cette faveur ; le refus qu'il essuya lui fit prendre le parti de déposer l'épée. Il se soumit à la volonté de son père, mais il n'en fut pas mieux traité. Privé de son appui, il se tourna vers son oncle, Henri Arnauld, abbé de Saint-Nicolas. Il le suivit à Rome, où cet abbé fut envoyé en 1645, comme chargé des affaires de France ; ils y restèrent l'un et l'autre jusqu'en 1648, époque à laquelle ils rejoignirent à Port-Royal des Champs d'Andilly qui s'y était retiré depuis quelques années. Peu de temps après, l'abbé de Saint-Nicolas fut nommé évêque d'Angers ; son neveu lui fut constamment attaché, et montra fort peu d'ambition lorsque Pomponne parvint au ministère. Il obtint l'abbaye de Chaumes ; cette abbaye était à sa convenance, parce qu'elle se trouvait dans le voisinage des propriétés de sa famille. Lors de la disgrâce de son frère, il se retira près de l'évêque d'Angers, qui lui confia l'administration de son temporel. Après la mort de cet évêque il vécut paisible et jusqu'à la fin de son existence, en 1698, il continua de se dédommager de la contrainte qu'il s'était imposée, en s'abandonnant au charme de la société.
Ses Mémoires sont d'une lecture agréable ; on y trouve des portraits bien tracés, des particularités peu connues sur la fin de Louis XIII et sur le commencement de Louis XIV. Entre le style de son père et le sien il y a la même différence qu'entre leurs caractères : l'un est plus élevé, mais plus roide ; l'autre est plus simple, mais plus facile ; parfois il a quelque chose de poétique ; nous citerons pour exemple le passage où il raconte l'impression que fit sur lui Madame de Sévigné :
« Il me semble que je la vois encore telle qu'elle me parut la première fois que j'eus l'honneur de la voir, arrivant dans le fond de son carrosse tout ouvert, au milieu de M. son fils et de mademoiselle sa fille : tous trois tels que les poètes représentent Latone au milieu du jeune Apollon et de la petite Diane, tant il éclatait d'agrément et de beauté dans la mère et dans les enfans! Elle me fit l'honneur de me promettre de l'amitié, et je me tiens fort glorieux d'avoir conservé jusqu'à ce jour un don si cher et si précieux. »
La première édition des Mémoires d'Antoine Arnauld est de 1756 (Amsterdam, Jean Néaulme et Compagnie, in-12). On la doit au génovéfain Pingré. Ils sont ensuite publiés dans la collection Mémoires sur l'histoire de France de Michaud et Poujoulat. L'édition de référence actuelle est due à Régine Pouzet (Honoré Champion, 2008).
On connaît un unique portrait de l'abbé Arnauld, dont la redécouverte est publiée en 2012.

## Source
- « Antoine Arnauld (1616-1698) », dans Louis-Gabriel Michaud, Biographie universelle ancienne et moderne : histoire par ordre alphabétique de la vie publique et privée de tous les hommes avec la collaboration de plus de 300 savants et littérateurs français ou étrangers, 2e édition, 1843-1865 [détail de l’édition]

1. ↑  Rémi Mathis et Pascale Cugy, « Le janséniste et la mode. Un portrait “inconnu” de l’abbé Arnauld », Ad vivum. L'estampe et le dessin anciens à la BnF, 11 décembre 2012.